# Американо-камерунские отношения
Американо-камерунские отношения — двусторонние дипломатические отношения между Соединёнными Штатами Америки (США) и Камеруном.

## История

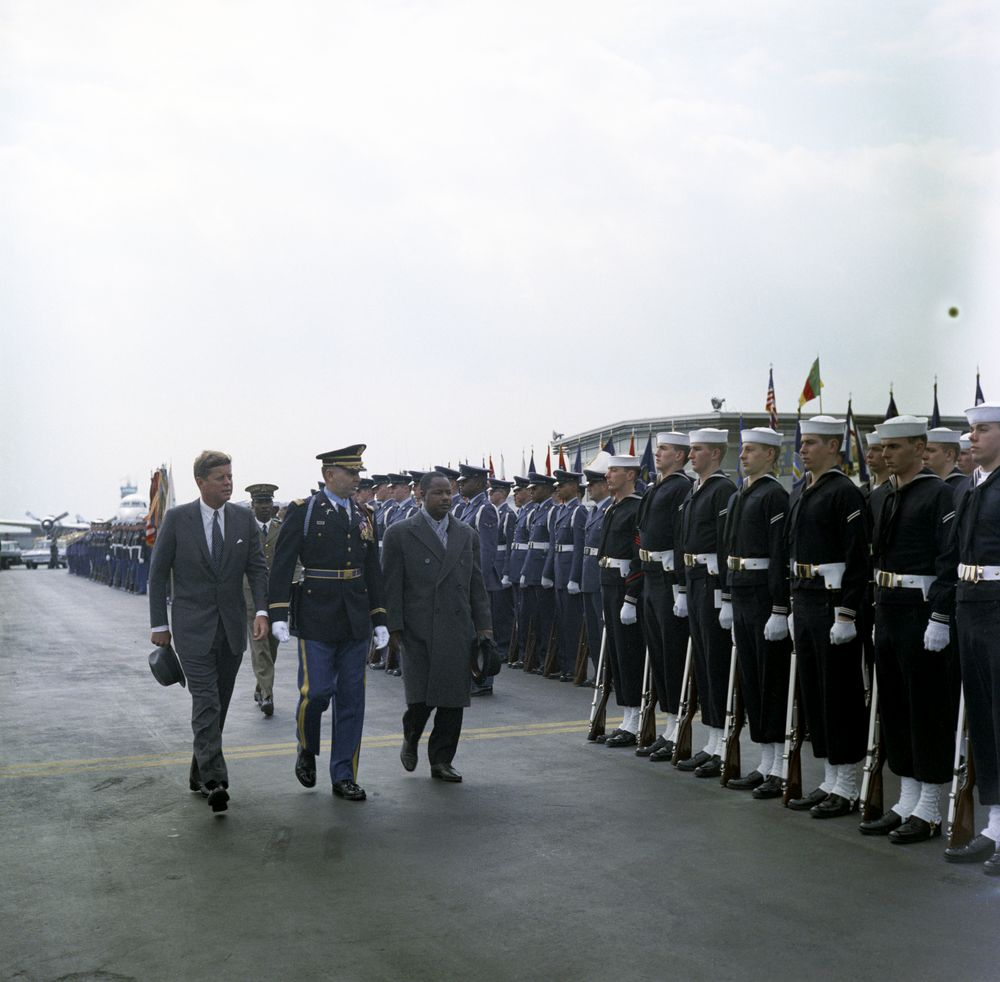
Президент США Джон Кеннеди приветствует президента Камеруна Ахмаду Ахиджо в 1962 году.

Между странами сложились тесные отношения, хотя иногда на них влияла озабоченность по поводу нарушений прав человека, а также темпов политической и экономической либерализации в Камеруне. Двусторонняя программа Агентства США по международному развитию (USAID) в Камеруне закрыта по бюджетным причинам в 1994 году.
Однако, примерно 140 добровольцев Корпуса мира продолжают успешно работать в области агролесоводства, развития сообществ, образования и здравоохранения в Камеруне. Отдел по связям с общественностью посольства США в Яунде организует и финансирует разнообразные культурные, образовательные и информационные обмены. В нём содержится библиотека и он помогает способствовать развитию независимой прессы Камеруна, предоставляя информацию по ряду направлений, включая политику США в области прав человека и демократизации. Фонды помощи, демократии и прав человека при посольстве являются одними из крупнейших в Африке.
Посольство через несколько региональных фондов Государственного департамента США и USAID также предоставляет средства для беженцев, борьбы с Синдромом приобретённого иммунного дефицита, обеспечением демократизации и стипендий для девочек. В 2003 году Министерство сельского хозяйства США (USDA) предоставило товарный грант на сумму 6 миллионов долларов США для финансирования проектов развития сельского хозяйства в северных и крайних северных провинциях. Аналогичная программа стоимостью 4 миллиона долларов США была одобрена в 2004 году. Программа будет финансировать проект развития сельского хозяйства и улучшения питания в Восточной провинции и региона Адамава.
Соединённые Штаты Америки и Камерун сотрудничают в Организации Объединённых Наций и других многосторонних организациях. В 2002 году находясь в Совете Безопасности ООН Камерун тесно сотрудничал с США в реализации инициатив. Правительство США продолжает предоставлять существенное финансирование международным финансовым учреждениям, таким как: Всемирный банк, Международный валютный фонд и Африканский банк развития, которые оказывают финансовую и другую помощь Камеруну. В октябре 2015 года США начали ввод войск для оказания военной помощи Камеруну в борьбе против Боко харам.

## Дипломатические миссии
- США имеет посольство в Яунде[1].
- Камерун содержит посольство в Вашингтоне[2].